# (7217) Dacke
(7217) Dacke est un astéroïde de la ceinture principale.

## Description
(7217) Dacke est un astéroïde de la ceinture principale. Il fut découvert le 22 août 1979 à La Silla par Claes-Ingvar Lagerkvist. Il présente une orbite caractérisée par un demi-grand axe de 3,21 UA, une excentricité de 0,17 et une inclinaison de 10,2° par rapport à l'écliptique.